# ハッラの戦い
ハッラの戦い（ハッラのたたかい、アラビア語: يوم الحرة, ラテン文字転写: Yawm al-Ḥarra,「ハッラの日」を意味する）は、ウマイヤ朝のカリフのヤズィードに対して反乱を起こしたマディーナの住民による部隊とシリアから派遣されたムスリム・ブン・ウクバが率いるウマイヤ朝軍の間で行われた戦闘である。この戦いは683年8月26日にマディーナ東部の郊外に位置するハッラト・ワーキムと呼ばれる溶岩原で起こった。
680年にカリフのムアーウィヤが死去し、息子のヤズィードがカリフの地位を継承したものの、マディーナの支配層はそれまでのイスラームの歴史において前例のない世襲によるカリフ位の継承を認めず、ウマイヤ朝の政策にも不満を募らせていた。最終的にマディーナの住民はヤズィードへの忠誠を放棄して反乱を宣言し、町に居住するウマイヤ家の一族を追放した。これに対してヤズィードはムスリム・ブン・ウクバが率いるシリアの部族民からなる遠征軍を派遣した。ムスリム・ブン・ウクバはマディーナの住民との交渉を試みたものの、交渉は失敗に終わり、マディーナ東部の郊外に位置するハッラト・ワーキムにおいて戦闘に発展した。マディーナ軍は当初優勢を築いたものの、マディーナの一部の住民の背信によって背後からマルワーン・ブン・アル＝ハカムが率いるウマイヤ朝軍の騎兵隊による攻撃を許し、戦闘はウマイヤ朝側の勝利に終わった。
戦闘後の経過は史料によって説明が異なり、一部の反乱指導者の処刑もしくは3日間にわたるウマイヤ朝の軍隊によるマディーナの略奪が発生した。その後、ウマイヤ朝の軍隊はマディーナと同様に反乱を起こしていたメッカのアブドゥッラー・ブン・アッ＝ズバイルを討伐するために進軍を続けたものの、ムスリム・ブン・ウクバは道中で死去し、副官のフサイン・ブン・ヌマイルのもとでメッカに対する軍事行動を継続した。ハッラの戦いは伝統的な史料の中で、ウマイヤ朝の「重大な」犯罪行為の一つとして説明されている。

## 場所

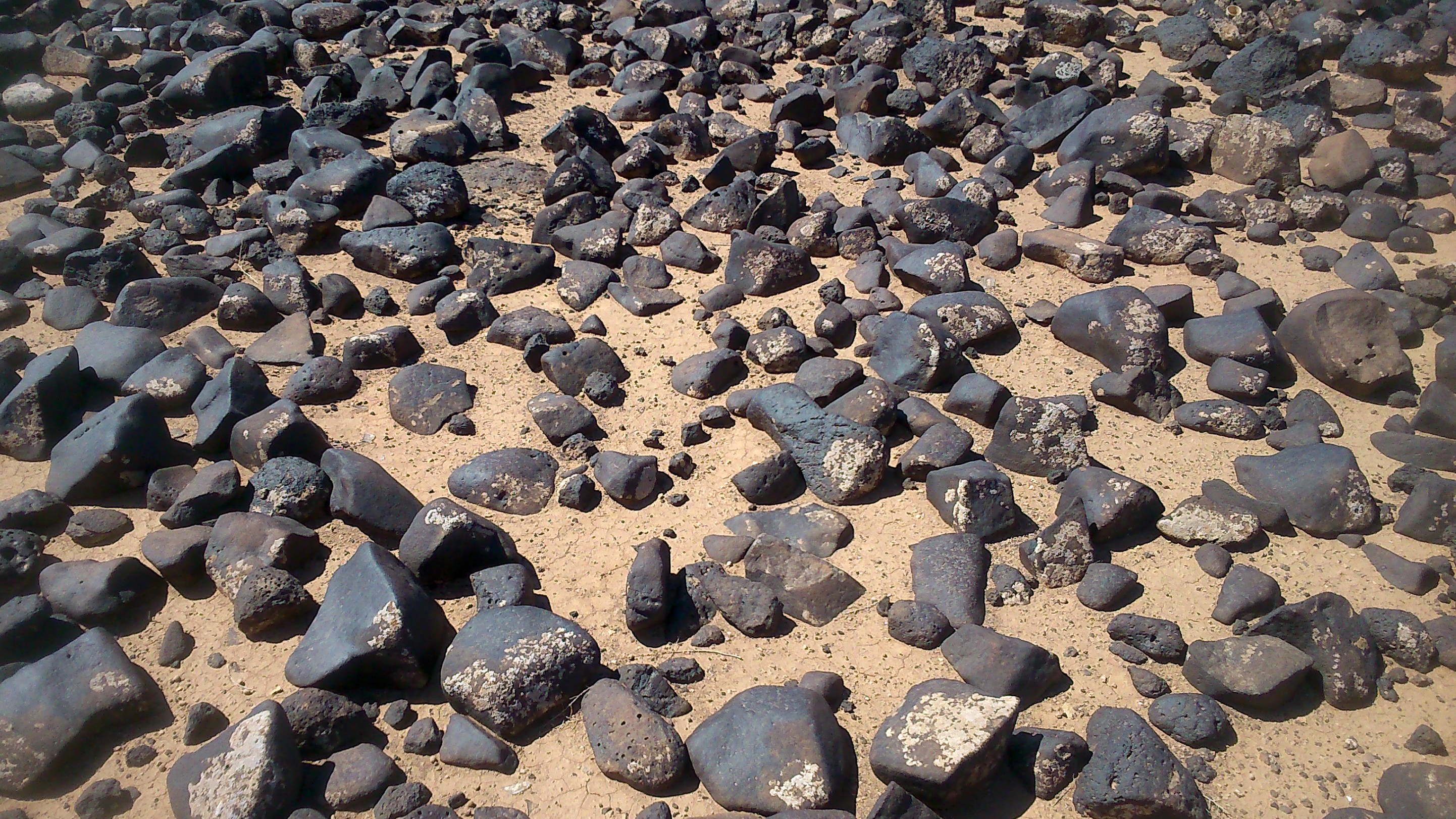
玄武岩が散らばる現代のヨルダン東部の砂漠地帯。ハウラーンから西アラビアへ続く「ハッラ」の広域的な特徴を示している。

戦いが起こった場所はヒジャーズ（西アラビア）のマディーナ東部の郊外に位置しているハッラト・ワーキムの名で知られている溶岩原である。前イスラーム期にこの地域に居住していたクライザ族のワーキム要塞にちなんだ名称であり、他にもハッラト・バニー・クライザ、またはハッラト・ズフラの名でも知られていた。この地域はシリアのハウラーンの東部地域から南方へ広がり、マディーナの周辺に至るハッラ（玄武岩質の砂漠）と呼ばれる大規模な地質系統の一部を形成している。この戦いが有名なものとなった結果、ハッラト・ワーキムは戦いが起こって以降イスラーム教徒の史料において「アル＝ハッラ」と呼ばれるようになった。

## 背景
ウマイヤ朝のカリフであったムアーウィヤ（在位：661年 - 680年）の息子であり、680年のムアーウィヤの死後に即位したヤズィード（在位：680年 - 683年）は、それまでのイスラームの歴史において前例のない世襲によるカリフ位の継承者であった。この継承は特にマディーナのイスラーム教徒の著名な指導者の間で論争の対象となっていた。これらの指導者の一人でイスラームの預言者ムハンマドの孫であり正統カリフのアリー・ブン・アビー・ターリブ（在位：656年 - 661年）の息子であるフサイン・ブン・アリーは、イラクにおけるヤズィードに対する反乱を率いるためにマディーナを離れた。しかし、ウマイヤ朝の総督のウバイドゥッラー・ブン・ズィヤードに率いられた部隊によって、およそ70人の支持者の一団とともに680年10月に起こったカルバラーの戦いで殺害された。その後ヤズィードはダマスクスでフサインの首を検分した。
少女たちを歌わせたり猿をペットにするといった娯楽を含むヤズィードの不信心な行状に関する数々の報告は、ヤズィードがカリフとして不相応であるとするマディーナにおける主流の見解を形成する一因となった。マディーナの住民は主にアンサール（622年にメッカから移住してきたムハンマドと同盟を結び、共に戦う集団を形成したマディーナ土着の住民）とムハージルーン（ムハンマドとともに移住してきたムハンマドの初期からの支持者）で構成されていた。ムハージルーンはムハンマド、アリー、さらにはウマイヤ家が属していたクライシュ族の人々が多数を占めていた。ヤズィードと対立した時点で、マディーナの住民はこれらの二つの主要な派閥の子供たち、すなわちイスラームにおける最初の軍人世代の子供たちが大部分を占めており、これらのマディーナの人々はウマイヤ朝の財政改革によって世襲の軍人年金を喪失する可能性に危機感を抱いていた。この改革は直接的な軍事力の提供との引き換えによってのみ年金を与えることを意図していた。
マディーナの住民と和解するために、ヤズィードはダマスクスの宮廷へ使節団を派遣するように要請した。ヤズィードの従兄弟でマディーナの総督のウスマーン・ブン・ムハンマド・ブン・アビー・スフヤーンは、ダマスクスへ派遣するマディーナの住民による使節団を組織した。そしてヤズィードは下賜品や金銭を気前よく与えることで使節団を取り込もうとした。しかし、この行為は使節団がマディーナへ戻り、ヤズィードの恥ずべき生活習慣を詳しく語って聞かせ、マディーナの人々を煽り立てたために無意味なものであったことが明らかとなった。使節団の中でも最も声高に批判の声を挙げたのはアブドゥッラー・ブン・ハンザラ（以下、イブン・ハンザラ）であった。イブン・ハンザラは他の人々が自分を助けなくとも自分と自分の息子たちはヤズィードと戦うであろうし、ヤズィードから敬意を払われたとはいえ、ヤズィードの下賜品を利用してでもカリフに対抗して自分を犠牲にするであろうと宣言した。その一方で、初代の正統カリフであるアブー・バクル（在位：632年 - 634年）の孫にあたるアブドゥッラー・ブン・アッ＝ズバイルが683年9月にメッカの支配権を獲得し、自身の作戦拠点をカアバに設置するとともにヤズィードに対抗するイブン・ハンザラと同盟を結んだ。

## 戦いの序章

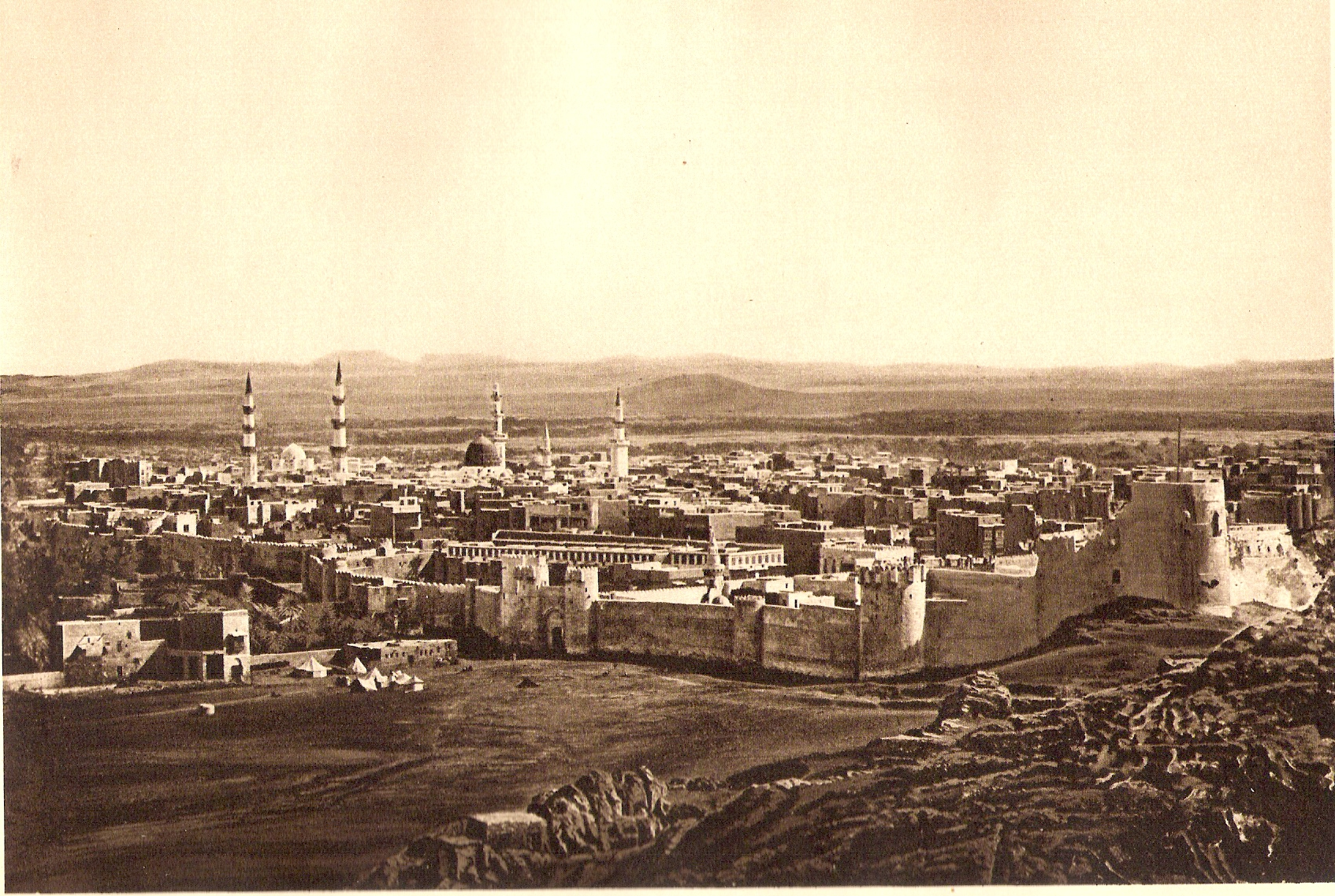
最初期のイスラーム国家の首都であり、メッカと並ぶイスラームの聖地であるマディーナの外観（1926年以前の撮影）

ウスマーン・ブン・ムハンマド・ブン・アビー・スフヤーンはウマイヤ朝の統治に対して増していく反発を制御することができなかった。初期のイスラーム教徒の歴史家であるマダーイニー（843年没）によれば、マディーナの住民による反乱は、ヤズィードへの忠誠を放棄するためにモスクの周囲に人々が集まっていた最中に、紐帯を断ち切る際のアラブの象徴的な習慣であるターバンや靴などの衣類を参加者が投げ出すという行為から始まった。一方、もう一人の初期のイスラーム教徒の歴史家であるアブー・ミフナフ（773年または774年没）によれば、マディーナの住民による反乱はイブン・ハンザラに忠誠の誓う行為から始まった。その後、反乱の参加者たちはマディーナでウマイヤ家の人々とその支持者たちを襲撃した。そしておよそ1,000人の人々が当時ウマイヤ家の長老格であったマルワーン・ブン・アル＝ハカムの保有する地区へ逃げ込んだ。
マルワーンはヤズィードへ支援のための緊急の要請を送った。これに対してヤズィードは十分な装備を整えた総勢4,000人から12,000人の範囲に及ぶカルブ族を中心とするシリアのアラブ部族で構成された軍隊を派遣した。遠征軍はマディーナの住民とアブドゥッラー・ブン・アッ＝ズバイルの両者の敵対行為に対する討伐を目的としていた。困難な軍事行動となることが予想された軍隊への事前の報奨金として、それぞれの兵士に通常の俸給とは別に100ディルハムの銀貨が支払われた。当初ヤズィードが軍隊の指揮官として選んだのはウマイヤ家のアムル・ブン・サイード・ブン・アル＝アースであったが、アムルは同胞であるクライシュ族の血を流さないという信条に反する立場となることを理由に指揮官への就任を拒否した。また、ウバイドゥッラー・ブン・ズィヤードもフサイン・ブン・アリーの死につながった自身の任務の予期しない影響に未だ混乱していたために同様に拒否した。
代わりに忠誠心の高い人物であり、クライシュ族の出身ではなかった年配で経験の豊富なムスリム・ブン・ウクバ（以下、イブン・ウクバ）に指揮官の役割が与えられた。歴史家のヤアクービー（897年没）によれば、イブン・ウクバの軍隊はシリアの5つのジュンド（軍事区）から集められた同数の部隊から構成されていた。ラウフ・ブン・ズィンバー・アル＝ジュザーミーがジュンド・フィラスティーン（パレスチナ）の兵士、フバイシュ・ブン・ドゥルジャ・アル＝カイニーがジュンド・アル＝ウルドゥン（ティベリアス湖周辺）の兵士、アブドゥッラー・ブン・ムサアダ・アル＝ファザーリーがジュンド・ディマシュク（ダマスクス）の兵士、フサイン・ブン・ヌマイル・アッ＝サクーニーがジュンド・ヒムス（ホムス）の兵士、そしてズファル・ブン・アル＝ハーリス・アル＝キラービーがジュンド・キンナスリーン（キンナスリーン）の兵士をそれぞれ率いた。
シリア軍の進軍の情報を得たマディーナの住民はウマイヤ家の一門に対する包囲を強化したが、進軍してくる軍隊に加勢しないことを誓約させた後にマディーナから去ることを認めた。追放されたウマイヤ家の一門はシリアへ向かう途上のシリアとマディーナの間に位置するワーディー・アル＝クラーでイブン・ウクバの軍隊と遭遇した。イブン・ウクバはマディーナの防衛体制について聞き出そうとしたものの、ウマイヤ家のほとんどの者は答えることを拒否し、一部の者はそのまま北へ向かった。しかし、マルワーンの息子のアブドゥルマリクは協力を申し出て貴重な情報を提供した。結局、マルワーンの指導の下でマディーナから追放されたほとんどの者が遠征軍に加わった。マディーナの守備隊はおよそ2,000人の規模であった。守備隊は4つの部隊に分けられ、脆弱な都市の北側の角を防御するために塹壕を築いた。分割された部隊のうち2つはクライシュ族の指揮官、残りの部隊はそれぞれアシュジャ族の指揮官とアンサールのイブン・ハンザラが率いた。8月23日から3日間にわたってイブン・ウクバがマディーナの指導者たちとの交渉を試みた。そして団結を呼びかけ、ヤズィードからマディーナの住民への一年に二度の年金の支払いと穀物価格の大幅な値下げを約束した。歴史家のラウラ・ヴェッキア・ヴァグリエリによれば、これは経済的な懸念がマディーナの住民のウマイヤ朝に対する反発の原因となっていたことを示している。

## 戦闘

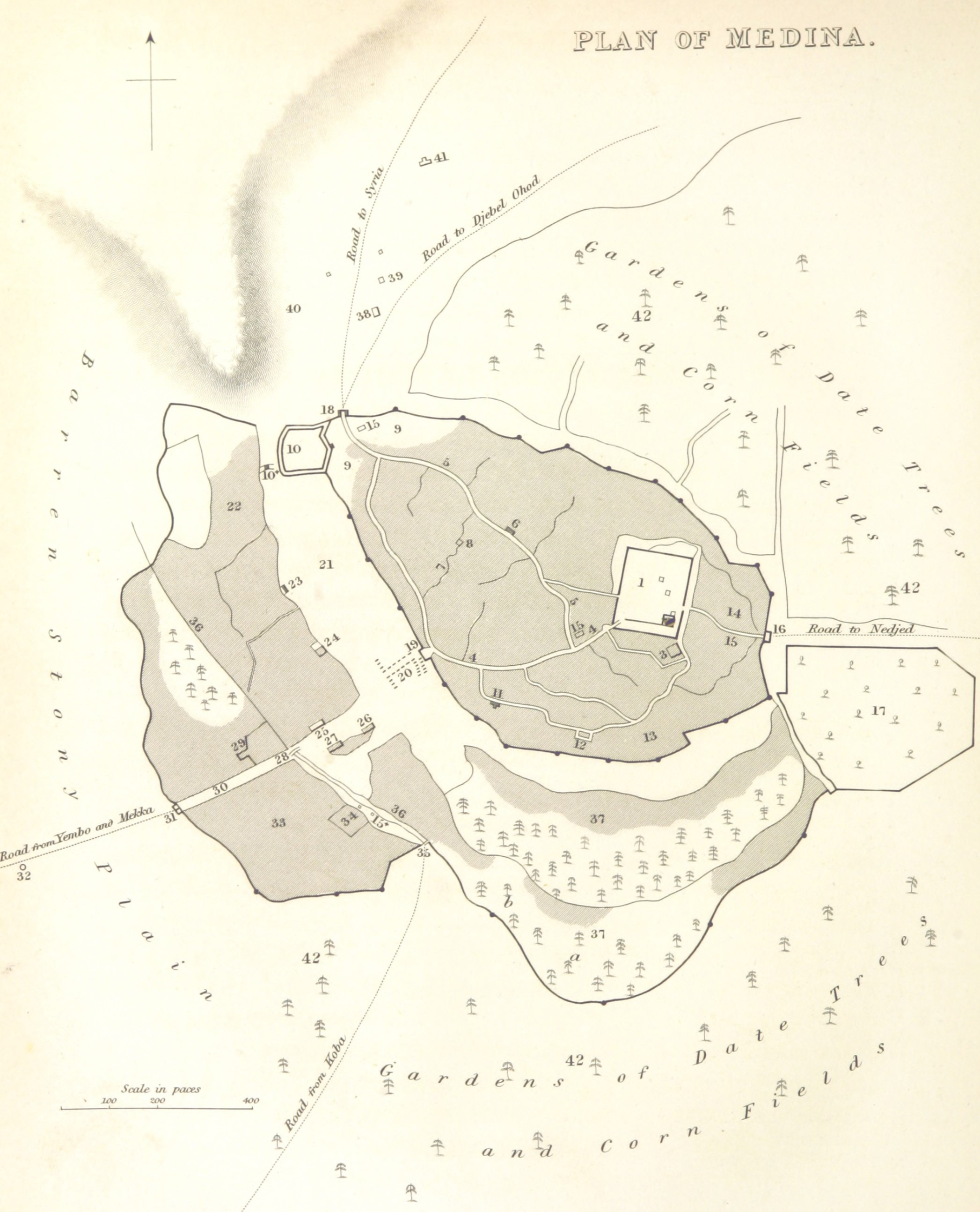
19世紀初頭のマディーナの平面図

しかしながら、イブン・ウクバとマディーナの住民の交渉は行き詰まり、その後戦闘に発展した。マディーナ軍の騎兵隊がイブン・ウクバのいるハッラト・ワーキムに向けて進軍したが、この騎兵隊はイブン・ウクバが部隊の指揮を執っていた輿のある場所まで前進していった可能性がある。騎兵隊の接近を受けるとイブン・ウクバは騎乗して対抗し、自ら積極的に戦闘に加わった。マディーナ軍は当初は優勢に立っていたものの、最終的にシリア軍に打ち破られ、イブン・ハンザラとその8人の息子、さらには少数のマディーナの支配層の者を含む一部のアンサーリーとクライシュ族の著名な人物が殺害された。
中世のアラブの歴史家であるワフブ・ブン・ジャリール（822年没）とサムフーディー（1533年没）は、ハーリサ族の背信行為によってマディーナ軍の陣営が危機に陥ったと伝えている。ハーリサ族はマルワーンが率いる騎兵隊にマディーナの一族の居住地を通り抜ける抜け道を提供した。この行為はマルワーンの騎兵隊がハッラト・ワーキムでマディーナ軍に対して後方から攻撃を加えることを可能にした。マディーナ軍のアブドゥッラー・ブン・ムティー・アル＝アダウィーが率いるクライシュ族の部隊は戦場から逃れ、安全な場所を求めてメッカのアブドゥッラー・ブン・アッ＝ズバイルのもとへ向かった。初期のイスラーム教徒の歴史家であるワーキディー（822年没）によれば、戦闘は683年8月26日に決着した。

## 戦闘後の経過
シリア軍の勝利後の出来事に関しては互いに矛盾する多くの説明が存在する。アブー・ミフナフとサムフーディーによれば、イブン・ウクバは自軍にマディーナを略奪するための自由を3日間与えた。戦闘とその直後の時期におけるマディーナの人々の死傷者数は、アンサールとクライシュ族で180人から700人の間、その他のマディーナの住民で4,000人から10,000人の間である。さらにサムフーディーはイブン・ウクバの部隊によってマディーナの女性が性的暴行を受けたとしており、その結果として後に1,000人の私生児が生まれたと主張している。
アラブの歴史家のアワーナ・ブン・アル＝ハカム（764年没）は、より秩序だったマディーナの占領の状況について説明している。アワーナによれば、イブン・ウクバはクバー・モスクでヤズィードへの忠誠を誓わせるためにマディーナの有力者たちを招集したが、同時に何人かのクライシュ族出身者とマアキル・ブン・スィナーン・アル＝アシュジャーイーを含む一部の重要な反乱活動の指導者を処刑するためにこの招集の機会を利用した。マアキル・ブン・スィナーンはイブン・ウクバの親友であり、両者はともにガタファーン族を構成する部族グループに属していたものの、それでもなおヤズィードを否定していたために処刑された。また、ウマイヤ家に属していた正統カリフのウスマーン（在位：644年 - 656年）の息子の一人がマディーナの住民との共謀の疑いに対する罰としてあご髭を切り落とされたが、同じ正統カリフのアリーの孫であるアリー・ブン・フサインはヤズィードの個人的な指示によって好意的な待遇を受けた。
ワフブ・ブン・ジャリールもアワーナと同様にマディーナの3日間の略奪については言及しておらず、歴史家のユリウス・ヴェルハウゼンは、実際に略奪が発生していたかどうかは疑わしいとしている。マディーナでの出来事について互いに異なる説明をしているアブー・ミフナフとアワーナは、マディーナでの出来事に関する指示の後に続いて、イブン・ウクバがメッカのアブドゥッラー・ブン・アッ＝ズバイルを討伐するためにマディーナを発ち、その道中で病気となってアル＝ムシャッラルで死去したとしている点では説明が一致している。ヤズィードの命令によってイブン・ウクバは副官であるフサイン・ブン・ヌマイル・アッ＝サクーニーに指揮を委ね、フサインは9月にメッカの包囲を開始した。
ウマイヤ朝の軍隊によって実行されたとするマディーナの住民に対する残虐行為は、後の世代から思い起こされるようになる注目を集める事件となった。イブン・ウクバはこの時以来本来の名前である「ムスリム」をもじった「あらゆる礼節の範囲を逸脱した者」を意味する「ムスリフ」の呼び名で知られるようになった。歴史家のマイケル・レッカーは、マディーナにおけるシリア軍の残虐行為の記録を「間違いなく反ウマイヤ朝の者の手によって、十中八九誇張されたもの」であると見なしている。同様に、後の世代のイスラーム教徒と西方において著された史料では、イブン・ウクバはイスラーム全般、とりわけマディーナの人々に対する深い憎悪の念を抱いた残忍な異教徒として描写されている。このような描写ついて、ヴェルハウゼンは、初期のより信頼度の高いイスラーム教徒による史料を基に長い時間をかけて根拠のない形で話が誇張されていった結果の虚偽の説明であるとして、このような描写を否定している。
また、ヴェルハウゼンによれば、マディーナの人々が起こした反乱の鎮圧は都市の政治的地位を大きく低下させることにはならなかった。このような政治的地位の低下はすでに過去においてカリフのウスマーンの暗殺によって引き起こされており、この暗殺の影響は初期のイスラーム国家の首都としての役割の終焉という形で示されていた。マディーナはその後もイスラーム学とアラブの上流文化の中心地であり、さらには詩人や歌い手たちにとっての安住の地であり続けた。一方で、ラウラ・ヴェッキア・ヴァグリエリは、シリア軍の略奪の規模に関するヴェルハウゼンの疑念に反論し、「「伝承に基づくイスラーム教徒による」情報源はこの点においてすべて見解が一致している」と主張している。